# Šamudovce
Šamudovce este o comună slovacă, aflată în districtul Michalovce din regiunea Košice. Localitatea se află la altitudinea de 108 m deasupra n.m., se întinde pe o suprafață de 4,842 km2 și în 2017 număra 663 de locuitori. Se învecinează cu comuna Krásnovce.

## Istoric
Localitatea Šamudovce este atestată documentar din 1315.

## Demografie
| An:                | 1994 | 2004    | 2014    | 2024   |
| ------------------ | ---- | ------- | ------- | ------ |
| Număr de persoane: | 407  | 554     | 634     | 619    |
| Diferență:         |      | +36,11% | +14,44% | −2,36% |

| An:                | 2023 | 2024   |
| ------------------ | ---- | ------ |
| Număr de persoane: | 620  | 619    |
| Diferență:         |      | −0,16% |